# Giuseppe Moscati
Giuseppe Moscati, född 25 juli 1880 i Benevento, död 12 april 1927 i Neapel, var en italiensk romersk-katolsk läkare och professor i biokemi. Han vördas som helgon i Romersk-katolska kyrkan, med minnesdag den 12 april.

## Biografi
Giuseppe Moscati avlade doktorsexamen vid Neapels universitet år 1903. Han tjänstgjorde som direktor för ett sjukhus för de obotligt sjuka samtidigt som han studerade och forskade. Han var med och skötte och vårdade de personer som hade skadats vid Vesuvius utbrott den 8 april 1906. Moscati ledde bekämpandet av kolera i Neapel och var en av de första att experimentera med insulin mot diabetes. Han försökte ta värvning i första världskriget, men fick avslag och drev istället ett sjukhus för sårade soldater. Därutöver vårdade han fattiga och utslagna.

## Bilder
| - Helige Giuseppe Moscatis grav i Gesù Nuovo i Neapel. |

### Webbkällor
- ”San Giuseppe Moscati, laico”. Santi e Beati. http://www.santiebeati.it/Detailed/77850.html. Läst 30 december 2020.
- ”Saint Joseph Moscati” (på engelska). CatholicSaints.Info. https://catholicsaints.info/saint-joseph-moscati/. Läst 30 december 2020.